# تصميم الإضاءة

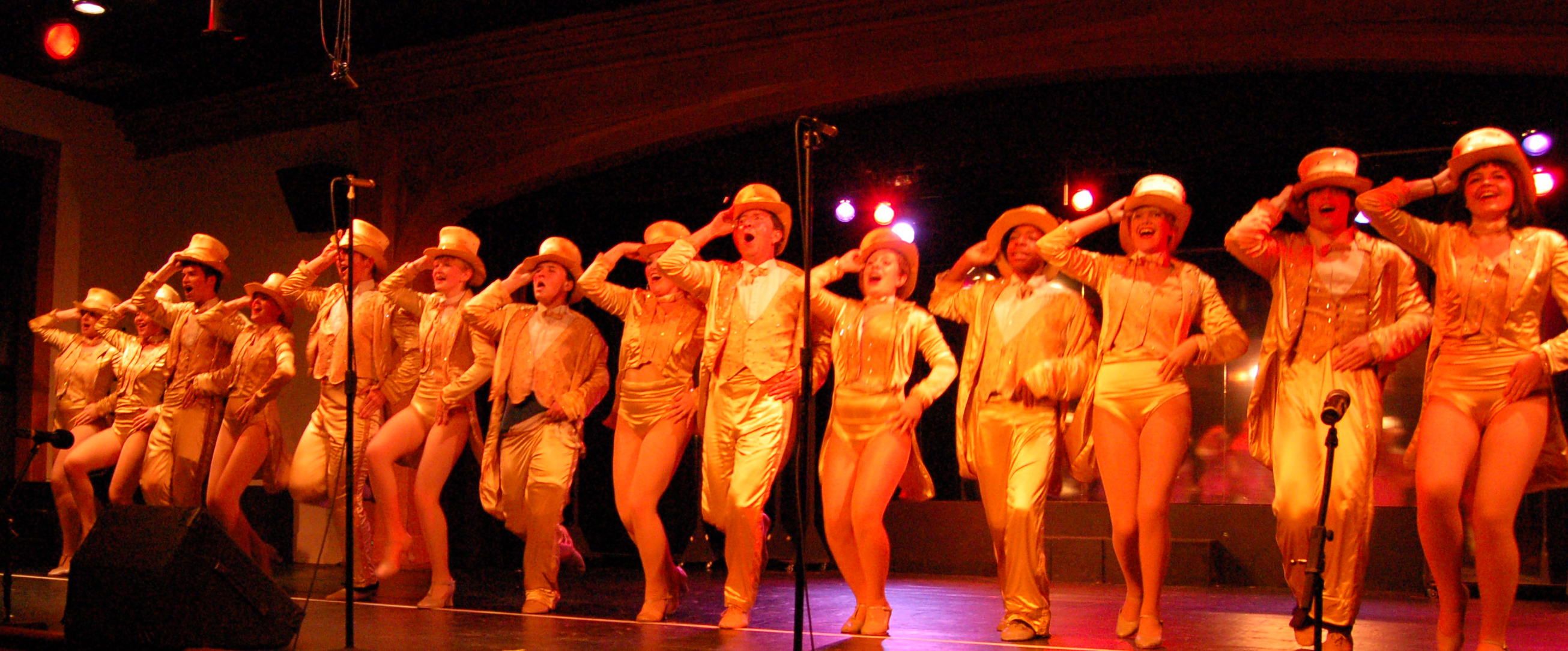
المسرحية الموسيقية برودواي "خط الكورس" تم إضاءتها باستخدام أدوات إضاءة تقليدية.

في المسرح يعمل مصمم الإضاءة مع المخرج المسرحي وفني الرقص ومصمم الديكور المسرحي ومصمم الأزياء ومصمم الصوت لإنشاء الإضاءة والأجواء ووقت اليوم المناسب للعرض وفقًا للنص مع مراعاة قضايا الرؤية والسلامة والتكلفة. كما يعمل مصمم الإضاءة بشكل وثيق مع مدير المسرح أو برمجة التحكم في العرض، إذا تم استخدام أنظمة التحكم في العروض في تلك الإنتاجات. خارج إضاءة المسرح يمكن أن تكون وظيفة مصممي الإضاءة أكثر تنوعًا بكثير ويمكن العثور عليهم يعملون في جولات الروك والموسيقى الشعبية أو إطلاقات الشركات أو التركيبات الفنية أو تأثيرات الإضاءة في الفعاليات الرياضية.

## مرحلة ما قبل الإنتاج
دور مصمم الإضاءة يختلف بشكل كبير في المسرح الاحترافي والهواة. في عرض برودواي أو إنتاج جولات سياحية ومعظم الإنتاجات الإقليمية والصغيرة، يكون مصمم الإضاءة عادةً أخصائيًا مستقلًا يتم تعيينه في وقت مبكر من عملية الإنتاج. قد يكون لدى شركات المسرح الصغير مصمم إضاءة مقيم مسؤول عن معظم إنتاجات الشركة أو يعتمدون على مجموعة متنوعة من المساعدة المستقلة أو حتى المتطوعة لإضاءة إنتاجاتها. على مستوى مسرح أقل من برودواي أو مسرح أقل من أقل من برودواي، قد يكون مصمم الإضاءة مسؤولًا أحيانًا عن العديد من الأعمال التقنية التي تنطوي على العمل العملي (مثل تعليق الأدوات وبرمجة لوحة الإضاءة إلخ) والتي تكون من مسؤولية طاقم الإضاءة في مسرح أكبر.
سيقرأ مصمم الإضاءة النص بعناية ويأخذ ملاحظات حول التغييرات في المكان والزمان بين المشاهد، وسوف يعقد اجتماعات (تسمى اجتماعات التصميم أو الإنتاج) مع المخرج والمصممين ومدير المسرح ومدير الإنتاج لمناقشة الأفكار للعرض وتحديد ميزانية وتفاصيل الجدول الزمني. سيحضّر مصمم الإضاءة أيضًا العديد من البروفات اللاحقة لمراقبة الطريقة التي يتم توجيه الممثلين لاستخدام مساحة المسرح (المنع) خلال المشاهد المختلفة وسيتلقى تحديثات من مدير المسرح حول أي تغييرات تحدث. سيتأكد مصمم الإضاءة أيضًا من أنه لديه خطة دقيقة لمواقع إضاءة المسرح وقائمة بمعداته بالإضافة إلى نسخة دقيقة من تصميم المجموعة وخاصة المخطط الأرضي والقسم. يجب على مصمم الإضاءة أن يأخذ في الاعتبار مزاج العرض ورؤية المخرج عند إنشاء تصميم الإضاءة.
لمساعدة مصمم الإضاءة على توصيل الرؤية الفنية، قد يستخدم رسومات أو لوحات قصص أو صور فوتوغرافية أو نسخًا من الأعمال الفنية أو نماذج مصغرة من التأثيرات للمساعدة في توصيل شكل الإضاءة. تعتبر أشكال مختلفة من الأعمال الورقية ضرورية لمصمم الإضاءة حتى يتمكن من توصيل تصميمه بنجاح إلى مختلف أعضاء فريق الإنتاج. ومن الأمثلة على الأوراق النموذجية أوراق الإشارة ومخططات الإضاءة وجداول الأجهزة وأوامر الورشة ورسوم بيانية للتركيز. توصل أوراق الإشارة مع وضع الإشارات التي أنشأها مصمم الإضاءة للعرض، باستخدام المصطلحات الفنية بدلاً من اللغة التقنية، والمعلومات حول موعد استدعاء كل إشارة بالضبط حتى يعرف مدير المسرح والمساعدون متى وأين يتم استدعاء الإشارة. أوراق الإشارة هي الأكثر قيمة لإدارة المسرح.
مخطط الإضاءة هو رسم مصغر يوضح موقع تركيبات الإضاءة ومواقع الإضاءة حتى يتمكن فريق من الكهربائيين من تثبيت نظام الإضاءة بشكل مستقل. بجانب كل جهاز في الخطة، ستكون هناك معلومات عن أي جيل لون أو جوبي أو ملحقات أخرى تحتاج إلى الذهاب معه، ورقم القناة الخاص به. غالبًا ما يتم أيضًا إنشاء أوراق عمل تسرد كل هذه المعلومات باستخدام برنامج مثل Lightwright. يستخدم مصمم الإضاءة هذه الأوراق للمساعدة في تصور ليس فقط الأفكار ولكن أيضًا القوائم البسيطة لمساعدة الكهربائي الرئيسي أثناء التحميل والتركيز والبروفات الفنية. يستخدم مصممو الإضاءة المحترفون بشكل عام حزم خاصة للتصميم بمساعدة الكمبيوتر لإنشاء مخططات مصممة بدقة وسهلة القراءة والتي يمكن تحديثها بسرعة عند الضرورة. سيناقش مصمم الإضاءة المخطط مع مدير إنتاج العرض والكهربائي الرئيسي أو المدير الفني للمسرح للتأكد من عدم وجود مشاكل غير متوقعة أثناء التحميل.
يتحمل مصمم الإضاءة مسؤولية توجيه طاقم الكهرباء في المسرح لتحقيق تصاميمه أثناء البروفات التقنية، وذلك بالتعاون مع مسؤول الكهرباء المستقل والذي سيتعامل مع الكهربائي الرئيسي في المسرح. بعد أن يقوم الكهربائيون بتعليق وتوصيل وربط وحدات الإضاءة، سيقوم مصمم الإضاءة بتوجيه تركيز الأضواء (توجيهها وتشكيلها وتحديد حجم الأشعة الضوئية) وتلوينها باستخدام جيل (ألواح لونية) لكل وحدة.
بعد حدوث التركيز، يجلس مصمم الإضاءة عادةً على مكتب مؤقت (طاولة تقنية) في المسرح (عادةً على الخط المركزي في وسط القاعة) حيث يكون لديه رؤية جيدة للمسرح ويعمل مع مشغل لوحة الإضاءة، والذي سيكون إما جالسًا بجانبه على وحدة تحكم محمولة أو يتحدث عبر سماعة رأس إلى غرفة التحكم. عند الطاولة التقنية، يستخدم مصمم الإضاءة بشكل عام ورقة سحرية، وهي عبارة عن تخطيط مصور لكيفية ارتباط الأضواء بالمسرح، حتى يتمكن من الوصول السريع إلى أرقام القنوات التي تتحكم في أدوات إضاءة معينة. قد يكون لدى مصمم الإضاءة أيضًا نسخة من مخطط الإضاءة ووصلة القناة ووحدة تحكم إضاءة عن بعد وشاشة كمبيوتر متصلة بلوحة الإضاءة (حتى يتمكن من رؤية ما يفعله مشغل اللوحة) وسماعة رأس على الرغم من أن هذا أقل شيوعًا في المسارح الصغيرة. قد يكون هناك فترة زمنية مسموح بها للإضاءة المسبقة أو "التمرين المسبق"، وهي ممارسة يتم إجراؤها غالبًا مع أشخاص يُعرفون باسم Light Walkers الذين يقفون نيابة عن المؤدين حتى يتمكن مصمم الإضاءة من رؤية مظهر الضوء على الأجساد. في وقت محدد، يصل المؤدون ويعمل الإنتاج بالترتيب الزمني، مع توقفات عرضية لتصحيح الصوت والإضاءة والمداخل وما إلى ذلك. يُعرف باسم "cue-to-cue" أو بروفة تقنية. سيعمل مصمم الإضاءة باستمرار مع مشغل اللوحة لتحسين حالات الإضاءة مع استمرار البروفة التقنية، ولكن لأن محور التركيز في البروفة "التقنية" هو الجوانب التقنية للإنتاج، فقد يطلب مصمم الإضاءة من المؤدين التوقف ("الانتظار") بشكل متكرر. ومع ذلك يتم تصحيح أي أخطاء في التركيز أو التغييرات التي تطرأ على خطة الإضاءة فقط عندما لا يكون المؤدون على المسرح. تحدث هذه التغييرات خلال نداءات "العمل" أو "الملاحظة". يحضر مصمم الإضاءة نداءات الملاحظات هذه فقط إذا تم تعليق الوحدات أو إعادة تعليقها وتتطلب مزيدًا من التركيز. سيكون مصمم الإضاءة أو مساعد مصمم الإضاءة مسؤولاً إذا كان حاضرًا. إذا كان العمل الوحيد الذي يتعين القيام به هو الصيانة (مثل تغيير المصباح أو الجل المحترق)، فسيكون مدير الإنتاج أو الكهربائي الرئيسي مسؤولاً وسيوجه طاقم الكهرباء.
بعد عملية التقنية قد يذهب العرض (أو قد لا يذهب اعتمادًا على قيود الوقت) إلى بروفة عامة بدون جمهور أو عروض أولية مع جمهور. خلال هذا الوقت إذا تم الانتهاء من الإشارات سيجلس مصمم الإضاءة في الجمهور ويدون الملاحظات حول ما ينجح وما يحتاج إلى التغيير. في هذه المرحلة سيبدأ مدير المسرح في تولي مهمة استدعاء الإشارات لمشغل لوحة الإضاءة لمتابعتها. بشكل عام ، سيبقى مصمم الإضاءة على سماعة الرأس وقد لا يزال لديه شاشة متصلة بلوحة الإضاءة في حالة حدوث مشاكل أو سيكون في غرفة التحكم مع مشغل اللوحة عندما لا تكون الشاشة متاحة. غالبًا ما تتم التغييرات أثناء نداءات الملاحظات، ولكن إذا حدثت مشاكل خطيرة فقد يتم إيقاف العرض وسيتم حل المشكلة بعد ذلك.
بمجرد أن يتم افتتاح العرض للجمهور، غالبًا ما يظل مصمم الإضاءة ويشاهد عدة عروض من العرض، ويدون الملاحظات كل ليلة ويجري التغييرات المطلوبة في اليوم التالي خلال نداءات الملاحظات. إذا كان العرض لا يزال في العروض الأولية، فسوف يقوم مصمم الإضاءة بإجراء تغييرات، ولكن بمجرد افتتاح العرض رسميًا ، عادةً لن يجرى مصمم الإضاءة مزيدًا من التغييرات.
لا ينبغي إجراء تغييرات بعد الانتهاء من تصميم الإضاءة، ولا بدون موافقة مصمم الإضاءة. قد تكون هناك أوقات يكون فيها من الضروري إجراء تغييرات بعد افتتاح العرض رسميًا. تشمل أسباب التغييرات بعد ليلة الافتتاح: تغييرات في التمثيل أو تغييرات كبيرة في الحجب أو إضافة أو حذف أو إعادة ترتيب المشاهد أو كانت فترة التقنية و/أو العرض التمهيدي (إذا كانت هناك فترة عرض تمهيدي) قصيرة جدًا لاستيعاب إشارات شاملة كما هو مطلوب (هذا شائع بشكل خاص في عروض الرقص). إذا كانت هناك حاجة إلى إجراء تغييرات كبيرة، فسيأتي مصمم الإضاءة ويجريها، ولكن إذا كانت هناك حاجة إلى تغييرات أصغر فقط، فقد يختار مصمم الإضاءة إرسال مساعد مصمم الإضاءة. إذا استمر العرض لفترة طويلة بشكل خاص، فقد يأتي مصمم الإضاءة بشكل دوري للتحقق من تركيز كل جهاز إضاءة وما إذا كان يحتفظ بلونه (بعض الجل خاصةً الجل المشبع يفقد ثراءه ويمكن أن يتلاشى أو "يحترق" بمرور الوقت). قد يجلس مصمم الإضاءة أيضًا في العرض للتأكد من أن الإشارات لا تزال تُدعى في المكان والوقت المناسبين. غالبًا ما يكون الهدف هو الانتهاء قبل افتتاح العرض، ولكن الأهم هو أن يعتقد مصمم الإضاءة والمخرجون أن التصميم قد تم الانتهاء لتلبية رضا كل منهما. إذا حدث هذا بحلول ليلة الافتتاح، فبعد الافتتاح لا يتم إجراء أي تغييرات عادة على هذا الإنتاج بالذات في ذلك المكان. تصبح الصيانة العامة لمنصة الإضاءة بعد ذلك مسؤولية الكهربائي الرئيسي.

## في المسارح الصغيرة
من غير المألوف أن يكون لدى المسرح الصغير طاقم فني كبير جدًا حيث يوجد عمل أقل للقيام به. في كثير من الأحيان يتكون طاقم الإضاءة في المسرح الصغير من مصمم إضاءة واحد ومن شخص إلى ثلاثة أشخاص وهم مسؤولون بشكل جماعي عن تعليق وتركيز وصيانة جميع أدوات الإضاءة. يعمل مصمم الإضاءة في هذه الحالة عادةً بشكل مباشر مع هذا الفريق الصغير مما يؤدي دور كل من الكهربائي الرئيسي ومصمم الإضاءة. في كثير من الأحيان يشارك المصمم مباشرة في تركيز الأضواء. كما سيقوم نفس الطاقم بشكل عام ببرمجة الإشارات وتشغيل لوحة الإضاءة أثناء البروفات والعروض. في بعض الحالات يتم تشغيل لوحة الإضاءة ووحدة الخلط من قبل نفس الشخص اعتمادًا على تعقيد العرض. قد يتولى مصمم الإضاءة أيضًا أدوارًا أخرى بالإضافة إلى الإضاءة عندما ينتهي من تعليق الأضواء وبرمجة الإشارات على اللوحة.

## التقدم في التصور والعروض
كما ذكرنا سابقًا، من الصعب توصيل الغرض من تصميم الإضاءة بشكل كامل قبل تثبيت جميع الأضواء وكتابة جميع الإشارات. مع التقدم في معالجة الكمبيوتر وبرامج التصور أصبح مصممو الإضاءة قادرين الآن على صنع صور منشأة بالحاسوب تمثل أفكارهم. يدخل مصمم الإضاءة مخطط الضوء في برنامج التصور ثم يدخل مخطط أرضية المسرح وتصميم المجموعة مما يمنحه أكبر قدر ممكن من البيانات ثلاثية الأبعاد (والتي تساعد في إنشاء عروض كاملة). هذا يخلق نموذجًا ثلاثي الأبعاد في مساحة الكمبيوتر يمكن إضاءته والتحكم فيه. باستخدام البرنامج يمكن لمصمم الإضاءة استخدام الأضواء من مخططه لإنشاء إضاءة فعلية في النموذج ثلاثي الأبعاد مع القدرة على تعريف المعلمات مثل اللون والتركيز والجوبي وزاوية الشعاع وما إلى ذلك. يمكن للمصمم بعد ذلك أخذ عروض أو "لقطات" لمختلف المظاهر التي يمكن طباعتها وعرضها على المخرج وأعضاء آخرين في فريق التصميم.

## النماذج الأولية ونماذج الإضاءة المصغرة
بالإضافة إلى التصور الحاسوبي، فإن النماذج المصغرة أو النماذج بالحجم الكامل هي طريقة جيدة لتصوير أفكار مصمم الإضاءة. تسمح أنظمة الألياف البصرية مثل LightBox أو Luxam للمستخدمين بإضاءة نموذج مصغر للمجموعة. على سبيل المثال يمكن لمصمم المجموعة إنشاء نموذج للمجموعة بمقياس ¼ بوصة، ثم يمكن لمصمم الإضاءة بعد ذلك أخذ كابلات الألياف البصرية وربطها بوحدات إضاءة مصغرة يمكنها تكرار زوايا شعاع وحدات الإضاءة المحددة بدقة. يمكن بعد ذلك توصيل هذه "الأنوار الصغيرة" بقطع متقاطعة تحاكي مواضع الإضاءة المختلفة. تتمتع تركيبات الألياف البصرية بالقدرة على محاكاة خصائص تركيبات الإضاءة المسرحية بالحجم الكامل بما في ذلك اللون وزاوية الشعاع والشدة والأنماط. يمكن التحكم في أكثر أنظمة الألياف البصرية تطوراً من خلال برنامج الكمبيوتر أو لوحة ضوء DMX. يمنح هذا مصمم الإضاءة القدرة على محاكاة تأثيرات الإضاءة في الوقت الفعلي كما ستظهر أثناء العرض.

## أعضاء إضافيين لفريق تصميم الإضاءة
إذا كان الإنتاج كبيرا أو معقدا بشكل خاص فقد يوظف مصمم الإضاءة متخصصين إضافيين في الإضاءة للمساعدة في تنفيذ التصميم.

#### مصمم الإضاءة المساعد
سيقوم مصمم الإضاءة المساعد بمساعدة مصمم الإضاءة الرئيسي في إنشاء وتنفيذ تصميم الإضاءة. في حين أن المهام التي قد يتوقع مصمم الإضاءة الرئيسي من مصمم الإضاءة المساعد القيام بها قد تختلف من شخص إلى آخر، إلا أن مصمم الإضاءة المساعد عادةً ما يقوم بما يلي:
- حضور اجتماعات التصميم والإنتاج مع أو نيابة عن مصمم الإضاءة الرئيسي.
- حضور البروفات مع أو نيابة عن مصمم الإضاءة الرئيسي وتدوين الملاحظات حول أفكار التصميم والمهام المحددة التي يحتاج قسم الإضاءة إلى إنجازها.
- مساعدة مصمم الإضاءة الرئيسي في إنشاء مخطط الإضاءة وربط القنوات والرسومات التخطيطية.
- إذا لزم الأمر، قد يحتاج مصمم الإضاءة المساعد إلى أخذ رسومات المجموعة ووضعها في برنامج رسم بمساعدة الكمبيوتر ليتم معالجتها بواسطة مصمم الإضاءة الرئيسي (ومع ذلك يتم عادةً إعطاء هذه المهمة إلى مساعد مصمم الإضاءة إذا كان هناك واحد).
- قد يكون مصمم الإضاءة المساعد مسؤولاً عن تشغيل التركيز وقد يوجه حتى مكان تركيز الأضواء.
- يُسمح لمصمم الإضاءة المساعد عمومًا بالتحدث نيابة عن مصمم الإضاءة الرئيسي ويمكنه اتخاذ قرارات إبداعية وتصميمية عند الحاجة وعندما يأذن بذلك مصمم الإضاءة الرئيسي. هذا هو أحد أكبر الاختلافات بين مصمم الإضاءة المساعد ومساعد مصمم الإضاءة.

#### مساعد مصمم الإضاءة
يساعد مساعد مصمم الإضاءة مصمم الإضاءة الرئيسي ومصمم الإضاءة المساعد. اعتمادًا على الترتيب المحدد قد يتبع مساعد مصمم الإضاءة مصمم الإضاءة الرئيسي مباشرةً أو قد يكون في الأساس مساعد المصمم المساعد. قد يكون هناك أيضًا أكثر من مساعد واحد في العرض اعتمادًا على حجم الإنتاج. عادةً ما يقوم مساعد مصمم الإضاءة ما يلي:
- حضور اجتماعات التصميم والإنتاج مع مصمم الإضاءة الرئيسي أو مصمم الإضاءة المساعد.
- حضور البروفات مع مصمم الإضاءة الرئيسي أو مصمم الإضاءة المساعد.
- مساعدة مصمم الإضاءة الرئيسي في إنشاء مخطط الإضاءة وتوصيلات القنوات. إذا كان المخطط سيتم إنشاؤه بواسطة الكمبيوتر فإن مساعد مصمم الإضاءة هو الذي يدخل المعلومات في الكمبيوتر فعليًا.
- قد يقوم مساعد مصمم الإضاءة بأداء مهام أخرى لمصمم الإضاءة الرئيسي، مثل جلب اللوازم أو طباعة مخطط الإضاءة بحجم كبير.
- سيساعد مساعد مصمم الإضاءة مصمم الإضاءة المساعد في تشغيل التركيز.
- قد يأخذ مساعد مصمم الإضاءة مخططات التركيز أثناء التركيز.
- يتتبع ويُنسق الأضواء الكاشفة (إذا كانت موجودة في الإنتاج) وينشئ الأوراق للمساعدة في توجيهها وتغيير ألوانها.
- في حالات نادرة قد يكون مساعد مصمم الإضاءة هو مشغل لوحة الإضاءة.

## أنظر أيضًا
- تصميم الإضاءة المعمارية

## روابط خارجية
- إضاءة المسرح للطلاب